# ウィリアム・サザーランド (第17代サザーランド伯爵)
第17代サザーランド伯爵ウィリアム・サザーランド（英語: William Sutherland, 17th Earl of Sutherland、1708年10月2日 – 1750年12月7日）は、グレートブリテン王国の政治家、スコットランド貴族。

## 生涯
ストラスネイヴァー卿ウィリアム・ゴードン（第16代サザーランド伯爵ジョン・サザーランドの息子）と妻キャサリン（Katherine、旧姓モリソン（Morison）、1765年3月21日没、ウィリアム・モリソンの長女）の次男（長男ジョンは1706年11月に生まれ、1720年12月13日に埋葬されたとして、1708年10月2日に生まれた。1720年12月12日に兄が死去すると、その遺産を継承した。1726年から1727年ごろまでグランドツアーに出てフランスとハノーファーを旅し、道中で祖父からの助言を受けて、ハノーファーでウェールズ公フレデリック・ルイスに謁見した。
1727年イギリス総選挙の時点では18歳だったが、父の手配でサザーランド選挙区から出馬した。サザーランド選挙区ではサザーランド伯爵家の勢力が強く、ウィリアムは当選を果たした。この時期のグレートブリテン議会ではスコットランド貴族の長男が庶民院議員への就任を禁止されていたが、サザーランド伯爵はウィリアムが長男ではなく孫であると主張して、ウィリアムは難なく議員に就任した。議会では1730年のヘッセン兵への資金援助法案と1733年の消費税法案に賛成票を投じた。1733年6月27日に祖父が死去すると、サザーランド伯爵位を継承した。直後の補欠選挙と総選挙で親族の第2代準男爵サー・ジェームズ・ファーグソンを当選させ、その後も1741年イギリス総選挙まで親族を当選させた。
1734年イギリス総選挙では首相ロバート・ウォルポールと初代アイラ伯爵アーチボルド・キャンベルと取引したとされ、その内容はサザーランド伯爵が政府の貴族代表議員リストに全員投票し、代償としてサザーランド伯爵自身も貴族代表議員に選出される、というものだった。その真偽はともかく、サザーランド伯爵は1734年の総選挙で貴族代表議員に当選、同年にスコットランド下級警察卿（Lord of Police、年収800ポンドの官職）に任命された。1741年イギリス総選挙で再選した後、1744年にスコットランド第一警察卿に昇進した。同年にスコットランド侵攻のうわさが流れたとき、政府への支持を表明した上でいくらかの助言をしたが、政府に聞き入れられなかった。
1745年ジャコバイト蜂起では政府のために2個中隊を編成した。また、伯爵のいた居城ダンロビン城がジャコバイトの第3代パース公爵ジェームズ・ドラモンドに襲撃され、サザーランド伯爵が間一髪で脱出して、船でアバディーンまで進んでカンバーランド公爵ウィリアム・オーガスタスと合流するという事件も起こった。1746年のカロデンの戦いにも参戦した。
ウェールズ公フレデリック・ルイスへの支持により、1747年に警察卿を解任され、以降政治にほとんど関わらなくなった。
その後は健康の悪化によりバース、ついでフランスで療養したが、1750年12月7日にフランスのモントーバンで死去した。息子ウィリアムが爵位を継承した。死去時点で15,797ポンドの債務を残していた。

## 家族
1734年4月17日、エリザベス・ウィームズ（Elizabeth Wemyss、1747年2月20日没、第4代ウィームズ伯爵デイヴィッド・ウィームズの娘）と結婚、1男1女をもうけた。
- ウィリアム（1735年5月28日 – 1766年6月16日） - 第18代サザーランド伯爵[1]
- エリザベス（1803年1月24日没） - 1757年8月29日、ジェームズ・ウィームズ閣下（英語版）（第5代ウィームズ伯爵ジェームズ・ウィームズの息子）と結婚[1]